# Entreprise de taille intermédiaire
Pour les articles homonymes, voir ETI (homonymie).
Les entreprises de taille intermédiaire (ETI) constituent une catégorie d'entreprises intermédiaires entre les petites et moyennes entreprises (PME) et les grandes entreprises (GE). Elles comptent entre 250 et 4 999 salariés, et ont un chiffre d'affaires inférieur à 1,5 milliard d’euros.

## Définition
Le décret d'application no 2008-1354 de l'article 51 de la Loi de modernisation de l'économie de 2008  (LME) définit précisément les critères d'appartenance, pour une entreprise, à la catégorie des ETI. Elle est constituée des entreprises qui n'appartiennent pas à la catégorie des PME et qui, d'une part, occupent moins de 5 000 salariés, d'autre part, ont un chiffre d'affaires annuel n'excédant pas 1,5 milliard d'euros ou un total du bilan n'excédant pas 2 milliards d'euros. L'entreprise est entendue dans le décret comme « la plus petite combinaison d'unités constituant une unité organisationnelle de productions de biens et de services, et jouissant d'une certaine autonomie de décision, notamment pour l'affectation des ressources courantes », reprenant la recommandation européenne de 1993.

## Caractéristiques
En 2007, il y a 4 703 ETI en France qui emploient près de 3 millions de salariés, c'est-à-dire 21 % de l'emploi salarié en France. La grande majorité des ETI (84 %) ont moins de 1 000 salariés. Seulement 6 % des ETI ont plus de 2 000 salariés. Les ETI sont majoritairement dans le secteur industriel : 40 % des salariés des ETI sont dans l'industrie, 20 % dans le commerce et 17 % dans les services aux entreprises. Environ 3 300 ETI ont leur siège social en France, et les 1 400 autres ETI ont leur siège social à l'étranger.
Une étude publiée en 2010 par Ernst & Young chiffre à 34 416 le nombre d'ETI comptant entre 250 et 5 000 employés, localisées en Europe (Allemagne, Espagne, France, Italie et Royaume-Uni) ; 5 153 d'entre elles sont en France dont 65 % d'entreprises patrimoniales. La méthodologie utilisée stipule que  « seules les sociétés cotées ayant 25 % des droits de vote appartenant à une ou deux familles sont considérées comme entreprises patrimoniales. ».
Une étude publiée en mai 2011 par KPMG note que les 3 400 ETI françaises ont plutôt bien résisté aux effets de la crise économique. 56 % envisageraient même une croissance de leur activité pour les deux prochaines années. Cette bonne résilience s'explique par la capacité d'innovation des ETI et leur ouverture internationale, là où les PME n'ont pas toujours la structure et la taille suffisante pour pénétrer les marchés étrangers. KPMG note cependant que les ETI sont encore en nombre insuffisant en France, contrairement à l'Allemagne par exemple où elles structurent l'ensemble du tissu économique.
Une étude publiée en mars 2012 par KPMG note que les entreprises françaises de taille intermédiaire (ETI) ont bien résisté à la crise et que 91 % d'entre elles prévoient le maintien ou la hausse de leur activité dans les deux années à venir. Il y a un an, 44 % des dirigeants d'ETI déclaraient avoir connu malgré la crise une période de croissance sur les trois années précédentes, selon l'étude. « Les ETI ont su résister à la crise et restent aujourd'hui un moteur essentiel de l'activité économique française », selon l'étude. Elles « constituent également un soutien important de l'emploi en France » : 67 % des dirigeants interrogés envisagent un maintien de leurs effectifs et 19 % prévoient des embauches. La croissance externe constitue le principal levier du développement des ETI : 29 % des patrons interrogés déclarent avoir réalisé une opération de croissance externe sur les cinq dernières années. Afin d’accélérer leur développement, les ETI articulent ces opérations de croissance externe avec deux autres leviers essentiels que sont l’internationalisation et l’innovation.

## Points de vue économiques
D'après certaines analyses économiques comme celle du Conseil d'analyse économique (CAE), les ETI sont suffisamment grandes pour exporter et suffisamment petites pour innover. Et contrairement à l'Allemagne, la France n'aurait pas un stock suffisant d'entreprises de cette taille qui permettrait à son économie d'être plus compétitive. Le rapport de Françoise Vilain sur « le développement des entreprises de taille intermédiaire » préconise d'encourager ces ETI. Le système législatif français ne laisse pas se développer les ETI,.

## Représentation
Les 5 500 ETI françaises sont fédérées et représentées dans le débat public par le Mouvement des entreprises de taille intermédiaire (METI).